# Meleti
Meleti (Melét in dialetto lodigiano, Mlìd nella varietà locale) è un comune italiano di 460 abitanti della provincia di Lodi in Lombardia.

## Storia
Divenne nel XII secolo proprietà della chiesa di Milano. Passò poi nelle mani di importanti famiglie lombarde; insieme a Basiasco, Corno Giovine, Cornovecchio, Pizzighettone Maleo e Maccastorna costituì il territorio su cui la famiglia Vincemala (Vismara) esercitò il Mero e Misto Impero. 
Nel medioevo Meleti appartenne a importanti famiglie del Lodigiano (Stampa, Pusterla, Selvatico, Corno) e al vescovo di Lodi, che nel 1344 fu costretto a cederla ai Visconti.
Compresa nel 1385 nel feudo di Maccastorna, fu acquistata nel 1452 da Luigi Bossi fin quando non fu ceduta, ai Trivulzio per pochissimo tempo, indi ai Figliodoni, confluiti e poi, nel XVIII secolo, nei conti Corio Visconti Figliodoni.
In età napoleonica (1809-16) Meleti fu frazione di Castelnuovo Bocca d'Adda, recuperando l'autonomia con la costituzione del Regno Lombardo-Veneto.
Secondo lo storico Giovanni Agnelli il nome è di origine umbra; si ritrova, in un documento antico, come "waldo (= foresta) Meleto".

### Simboli
Lo stemma e il gonfalone sono stati concessi con DPR del 2 settembre 1997.
Il gonfalone è un drappo di bianco.

## Monumenti e luoghi d'interesse
Tra gli edifici di interesse ricordiamo la parrocchiale di San Cristoforo, ricostruita alla fine del XV secolo e che ha subito poi vari restauri, l'oratorio dei Santi Quirico e Giulitta in località Santa Giulitta, eretta nel 1630, e il palazzo Figliodoni. Nella chiesa parrocchiale si conserva un'insegne reliquiario con una Spina della Corona di Cristo e altre reliquie della Passione e della Vergine Maria donate dai feudatari Figliodoni nel 1681 e provenienti dalla chiesa di San Barnaba di Milano.

## Società

### Evoluzione demografica
Abitanti censiti

### Etnie e minoranze straniere
Al 31 dicembre 2008 gli stranieri residenti nel comune di Meleti in totale sono 40, pari all'8,39% della popolazione. Tra le nazionalità più rappresentate troviamo:
| Paese   | Popolazione (2008) |
| ------- | ------------------ |
| Albania | 11                 |
| Cina    | 10                 |

## Economia
Un terzo degli occupati di Meleti opera in una dozzina di aziende agricole, dove si pratica anche l'allevamento del bestiame, in prevalenza bovini da carne e da latte.
L'agricoltura rappresenta infatti la quasi esclusiva attività economica locale.

## Amministrazione
Segue un elenco delle amministrazioni locali.
| Periodo | Periodo   | Primo cittadino      | Partito                     | Carica  | Note |
| ------- | --------- | -------------------- | --------------------------- | ------- | ---- |
| 1946    | 1951      | Celeste Loardi       |                             | Sindaco |      |
| 1951    | 1956      | Antonio Bravi        |                             | Sindaco |      |
| 1956    | 1960      | Luigi Berselli       |                             | Sindaco |      |
| 1960    | 1965      | Mario Magani         |                             | Sindaco |      |
| 1965    | 1970      | Cesare Sanarica      |                             | Sindaco |      |
| 1970    | 1975      | Valentino Uggetti    |                             | Sindaco |      |
| 1975    | 1980      | Luigi Berselli       |                             | Sindaco |      |
| 1980    | 1990      | Valeria Cellina      |                             | Sindaco |      |
| 1990    | 2004      | Pierangelo Foletti   |                             | Sindaco |      |
| 2004    | 2014      | Emanuele Stefanoni   | lista civica (centrodestra) | Sindaco |      |
| 2014    | in carica | Mario Raffaele Rocca | lista civica                | Sindaco |      |

## Galleria d'immagini

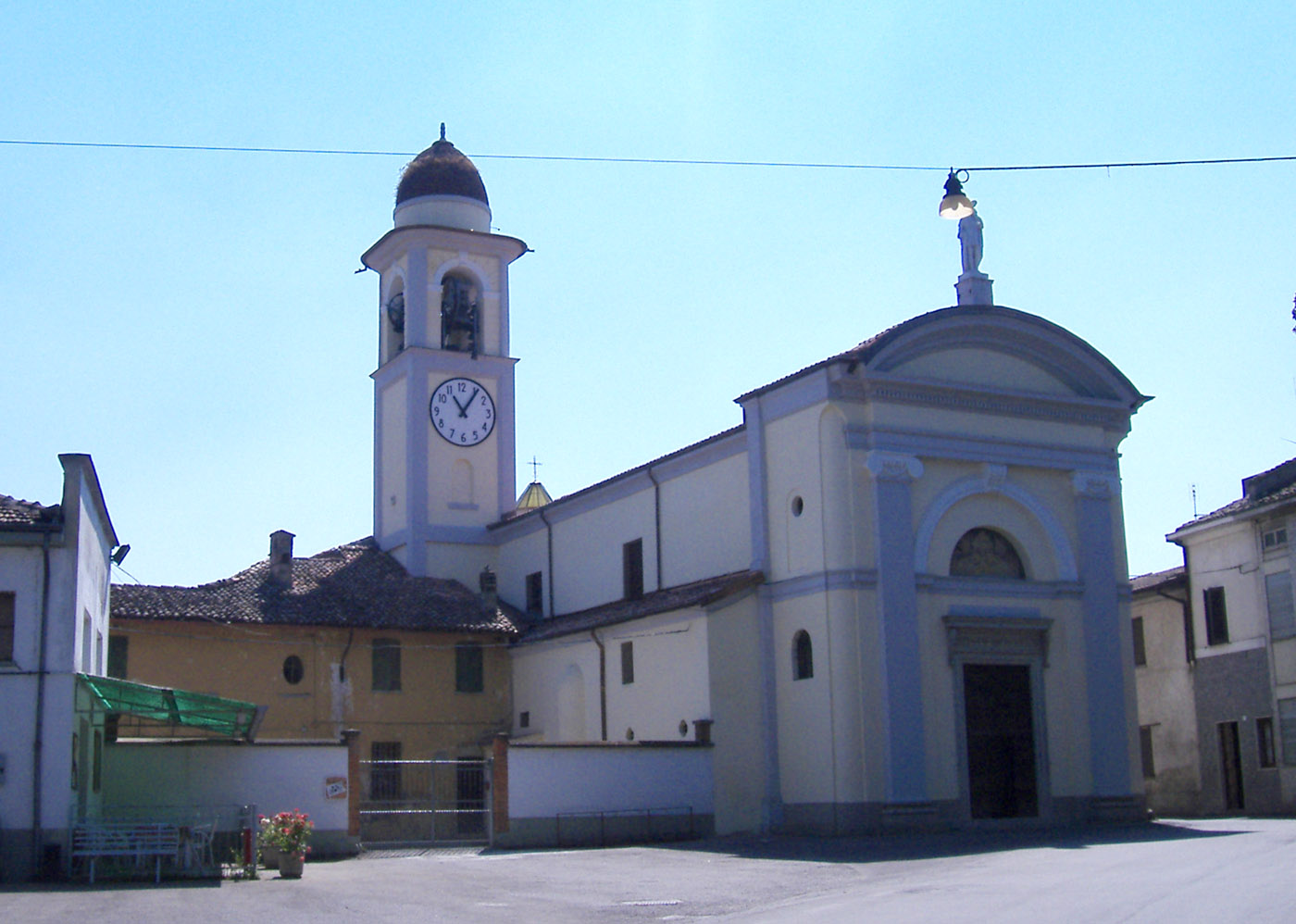
La chiesa parrocchiale
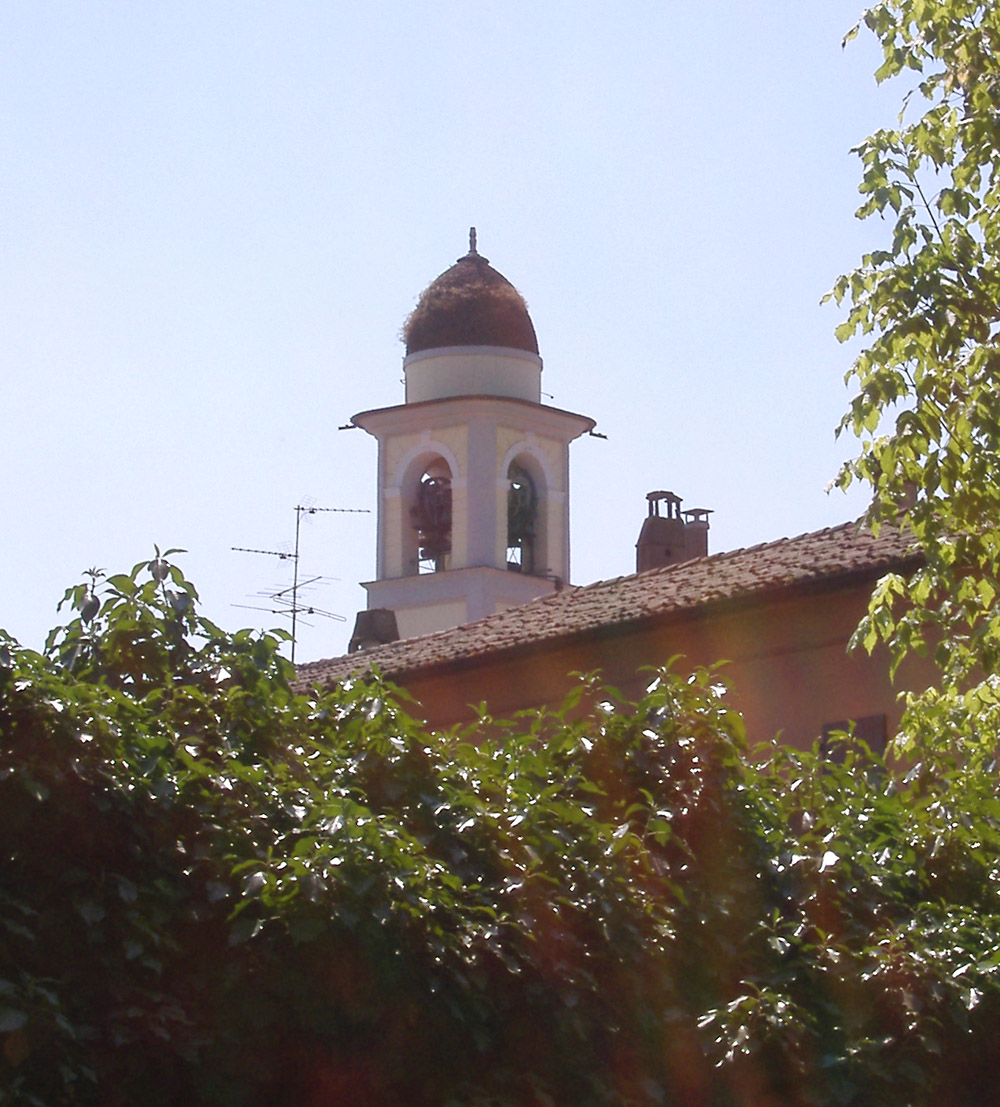
Il campanile